# Asavyo
Der Asavyo ist ein Schildvulkan in der Danakil-Senke von Äthiopien.
Er bildet zusammen mit den beiden anderen großen Vulkanen Nabro (2218 Meter) und Mallahle (1875 Meter) das südwestlichste Ende einer Kette, die sich von Eritrea im Nordosten nach Südwesten bis über die Grenze nach Äthiopien erstreckt. Der 1200 Meter hohe Gipfel besteht aus einer Caldera mit einem Durchmesser von 12 Kilometern. Basaltische Lavaströme bedecken die Flanken des Vulkans. Innerhalb der Caldera sowie an den Flanken erheben sich mehrere pyroklastische Kegel.
Obwohl das genaue Alter des Vulkans nicht bekannt ist, gehen Wissenschaftler davon aus, dass in den vergangenen 2000 Jahren Eruptionen stattfanden (International Association of Volcanology and Chemistry of the Earth’s Interior 1973).